# Terminal Entry
Pour plus de détails, voir Fiche technique et Distribution.
Terminal Entry est un film américain réalisé par John Kincade, sorti en 1987.

## Synopsis
Des terroristes islamistes préparent une attaque généralisée contre plusieurs grandes villes des États-Unis. Pour coordonner leurs actions, ils utilisent un réseau informatique hyper-puissant. Des jeunes gens fans de technologie et de jeux vidéo en réseau se connectent par inadvertance sur ce réseau de communication et sont convaincus qu'il s'agit d'un banal jeu de rôles de fiction.

## Fiche technique
- Titre : Terminal Entry
- Réalisation : John Kincade
- Scénario : David Mickey Evans et Mark Sobel
- Musique : Gene Hobson
- Photographie : James L. Carter
- Montage : Dean Goodhill
- Production : Sharyon Reis Cobe
- Société de production : Intercontinental Releasing Corporation et TBA Film
- Pays :  États-Unis
- Genre : Action et thriller
- Durée : 98 minutes
- Dates de sortie : 
  -  Royaume-Uni : 30 octobre 1987 (vidéo)
  -  États-Unis : 26 juillet 1988 (vidéo)

## Distribution
- Paul L. Smith : Stewart
- Yaphet Kotto : Colonel Styles
- Heidi Helmer : Chris
- Patrick Labyorteaux : Bob
- Yvette Nipar (en) : Tina
- Rob Stone : Tom
- Sam Temeles : Howie
- Jill Terashita : Gwen
- Kabir Bedi : Commandant
- Kavi Raz (en) : Mahadi
- Mazhar Khan (en) : Abdul
- Tracy Brooks Swope : Dominique
- Edward Albert : Capitaine Danny Jackson
- Barbara Edwards : Lady Electric
- Michael Saad : Hassan